# SY A
Die SY A  (Sailing Yacht A; Name während der Bauphase: White Pearl, von der Bauwerft auch als Projekt 787 bezeichnet) ist eine Segelyacht des russischen Milliardärs und Oligarchen Andrei Melnitschenko. Sie ist mit fast 143 Metern über alles die größte Segelyacht der Welt. Der Bau des Schiffes soll rund 400 Millionen Euro gekostet haben. Im Jahr 2022 wurde ihr Wert auf 530 Millionen Euro geschätzt. Der Eigner besitzt bereits eine Motoryacht mit dem Namen A. 
Am 11. März 2022 wurde die Segelyacht im italienischen Hafen Triest vom italienischen Staat aufgrund der verhängten Sanktionen gegen russische Oligarchen beschlagnahmt.

## Konstruktion
Auftragnehmer für den Bau der SY A war die Werft Nobiskrug, für die es der größte Yachtauftrag in ihrer Geschichte war. Der Rumpf wurde unter großer Diskretion seit der Kiellegung im Jahre 2012 auf der wie Nobiskrug zur German Naval Yards Holdings GmbH gehörenden Kieler Werft German Naval Yards nach einem Design Philippe Starcks auf- und ausgebaut. Die Kielkonstruktion und das Rigg stammen von der niederländischen Firma Dykstra Naval Architects, die auch die Maltese Falcon bestückt hatte. 
Das für die Decks verwendete Teakholz lieferte die spanische Firma Teak Solutions (Valencia). Insgesamt wurden hiervon 1.278 Elemente eingebaut. Die gemeinnützige Umweltorganisation Environmental Investigation Agency (EIA) konnte anhand von DNA-Analysen nachweisen, dass das Holz von illegalen Plantagen in Myanmar stammte. Die durch den WWF informierte Bundesanstalt für Landwirtschaft und Ernährung (BLE) musste sich später mit dem Vorwurf auseinandersetzen, sie habe sich schützend vor die Werft gestellt, als diese das illegal geschlagene Holz verarbeitete.
Lange war das Schiff beim Bau verhüllt, um die Lackarbeiten vor Witterungseinflüssen zu schützen, aber auch, um das Schiff vor neugierigen Blicken zu bewahren. Im April 2015 wurde diese Verhüllung erstmals entfernt, die erste Testfahrt fand am 21. September 2015 statt.
Die SY A ist als Dreimastschoner konzipiert, der indes – anders als bei Großseglern meist üblich – über keinen Bugspriet verfügt. Die Höhe der aus kohlenstofffaserverstärktem Kunststoff (CFK) von der südenglischen Firma Magma Structures hergestellten Masten beträgt etwa 90 Meter. Es sind die bisher größten freistehenden (unverstagten) Masten, die aus diesem Material gefertigt wurden; die Herstellerfirma benötigte drei Jahre für die Entwicklung und die Produktion. Die drei Masten wurden auf einem Schwimmponton von Portsmouth nach Kiel geliefert und dort eingebaut.
Die lediglich drei Segel wurden von Doyle Sails (USA) hergestellt; sie bestehen aus einem kohlenfaserverstärkten Taftstoff und können vollautomatisch betätigt werden. Die dafür erforderlichen Rollbäume stammen von Future Fibres aus Spanien. Das größte Einzelsegel umfasst 1.767 m² Segelfläche.
Die Yacht hat insgesamt acht Decks. Der Kiel ist am unteren Ende aus gebogenem Glas geformt, so dass man die Unterwasserwelt beobachten kann. Darüber hinaus verfügt die SY A über einen Hubschrauberlandeplatz und ein U-Boot.
Der Rumpf besteht aus Stahl, der mit einer speziellen Kunststoffschicht überzogen ist.
Dem Bug eilt etwas über der Höhe der Wasserlinie vorne eine Plattform voraus, von dieser wird die vorderste Partie des Bugs von unten beleuchtet. Etwas über der Wasserlinie waren bei der Ausfahrt am 5. Februar 2017 etwa 20 Leuchten, die seitlich abstrahlen, zu sehen.
Die Nobiskrug-Werft beantragte für den Bau der SY A zudem staatliche Fördermittel über das Bundesamt für Wirtschaft und Ausfuhrkontrolle, von denen nach Presserecherchen mindestens 3 Millionen Euro an die Werft ausbezahlt wurden.

## Inbetriebnahme und Überführung aus der Ostsee
Am 27. Januar 2017 wurde das Schiff in Betrieb genommen und am 3. Februar 2017 lieferte die Bauwerft Nobiskrug in Kiel die Yacht offiziell ab, ohne dass der Eigner selbst anwesend war. Die Öffentlichkeit war auch hier ausgeschlossen, lediglich ein kleiner Kreis geladener Gäste, wie Ulf Kämpfer, Oberbürgermeister der Stadt Kiel, und der ehemalige Ministerpräsident Peter Harry Carstensen, waren neben den Werftmitarbeitern zugegen.
Das Schiff verließ Kiel am 5. Februar und passierte den Öresund am 6. Februar. Aufgrund der hohen Masten konnte die Segelyacht bei der Fahrt aus der Ostsee keine der Brücken im Bereich der Ostseeausgänge in Richtung Nordsee unterqueren; die einzige Möglichkeit, die Ostsee zu verlassen, führte durch den Drogden, eine 8 Meter tiefe Meerenge zwischen den Inseln Amager und Saltholm im Öresund, denn die Verkehrsführung von Dänemark nach Schweden verläuft hier kurzstreckig durch einen unterseeischen Tunnel. Das Schiff legte einen Zwischenstopp im norwegischen Kristiansand ein, um dort die Ausfuhrbescheinigung für die Rückerstattung der deutschen Mehrwertsteuer erstellen zu lassen. Mitte Februar lief die Yacht zu einem Tankstopp in Gibraltar ein, wo sie arrestiert wurde. Die Werft hatte den Arrest beantragt, nachdem der Eigner einen Betrag von rund 15,3 Millionen Euro schuldig geblieben war, jedoch schon 9,8 Millionen Euro auf einem Treuhand-Konto der Käufer-Anwälte in London hinterlegt hatte. Am 21. Februar 2017 wurde bekanntgegeben, dass die Werft sich mit dem Käufer geeinigt habe und der Arrest nach Zahlung von 5,5 Millionen Euro auf ein weiteres Treuhandkonto in Gibraltar aufgehoben werden solle. Am 22. Februar 2017 verließ die Yacht schließlich Gibraltar mit Kurs auf Cartagena.

## Aktuelle Situation
Im Rahmen der Sanktionen der Europäischen Gemeinschaft gegen Russland aus Anlass des Ukraine-Krieges wurde die SY A am 11. März 2022 in Triest von den italienischen Behörden beschlagnahmt und liegt seitdem im Golf von Triest vor Anker.

## Antrieb
Neben der auf drei Masten verteilten Segelfläche wird das Schiff von zwei Dieselaggregaten mit je 3.600 kW Leistung, die auf jeweils einen 5-Blatt-Verstellpropeller wirken, angetrieben. Zusätzlich zu den Dieselmotoren stehen über Getriebe auch zwei Elektromotoren mit je 4.300 kW Leistung zur Verfügung. Hierbei sind verschiedene Betriebsmodi möglich, d. h. dieselmechanischer Antrieb bei optionaler Verwendung der Elektromotoren als Wellengeneratoren, Verwendung der Elektromotoren zusätzlich zu den Dieseln (Boosterbetrieb) oder rein elektrischer Antrieb. Zur Stromversorgung stehen darüber hinaus vier Dieselgeneratoren mit jeweils ca. 2.800 kW Leistung zur Verfügung, welche abhängig von der Lastanforderung in einem variablen Drehzahlbereich zwischen 1.200 und 2.050 Umdrehungen pro Minute betrieben werden können.
Aufgrund dieser Eigenschaften ist es Gegenstand einer offenen Debatte, inwieweit die SY A überhaupt als Segelyacht oder aber eher als Motoryacht mit Segelassistenz zu bezeichnen ist.
Als Höchstgeschwindigkeit werden 21 Knoten (rund 39 km/h) angegeben. Ihre Reichweite unter Motor bei einer mittleren Geschwindigkeit von 16 Knoten beträgt 5.320 Seemeilen.

## Bildergalerie

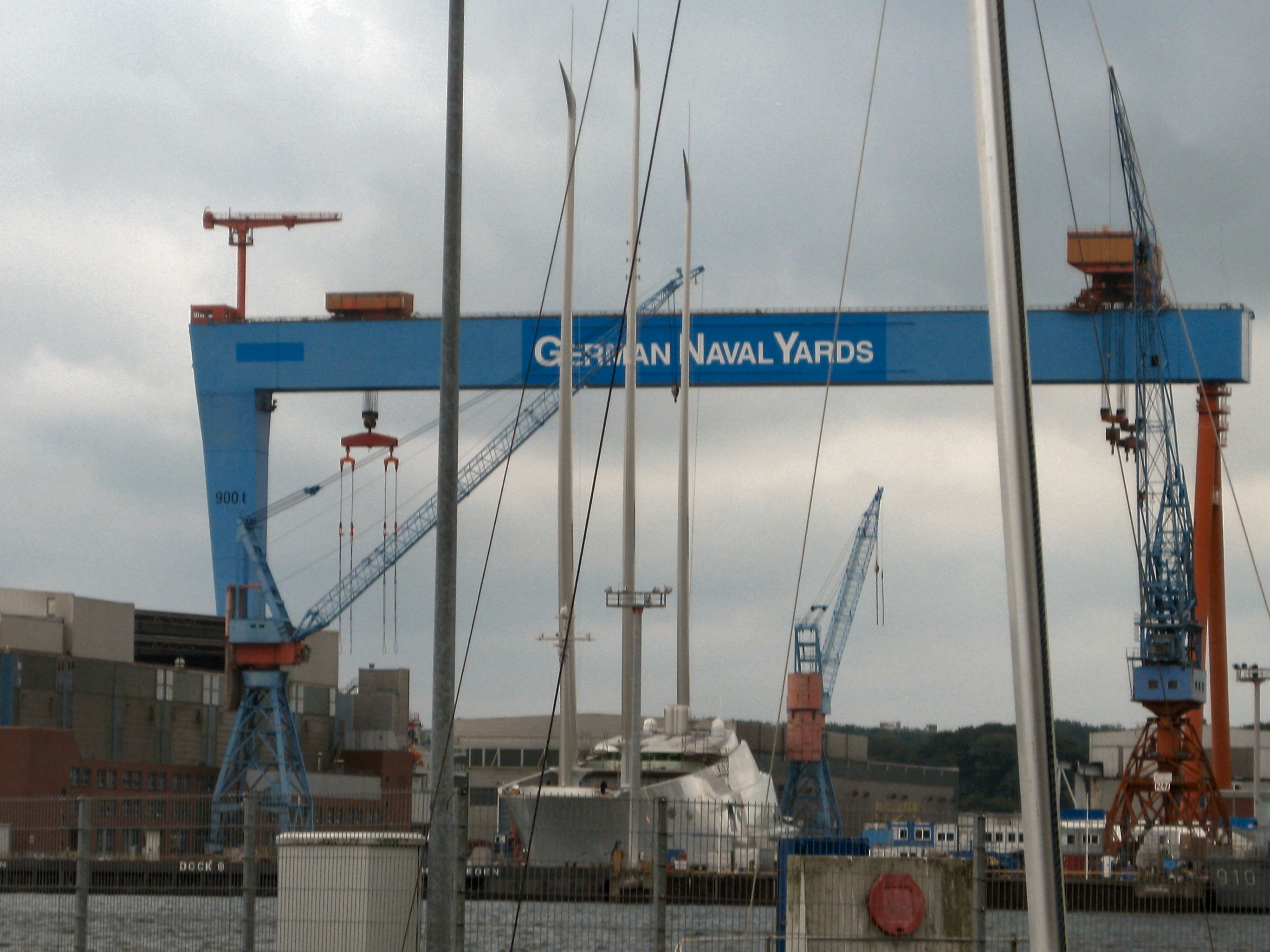
Im Bau: Dock 8 der Werft in Kiel
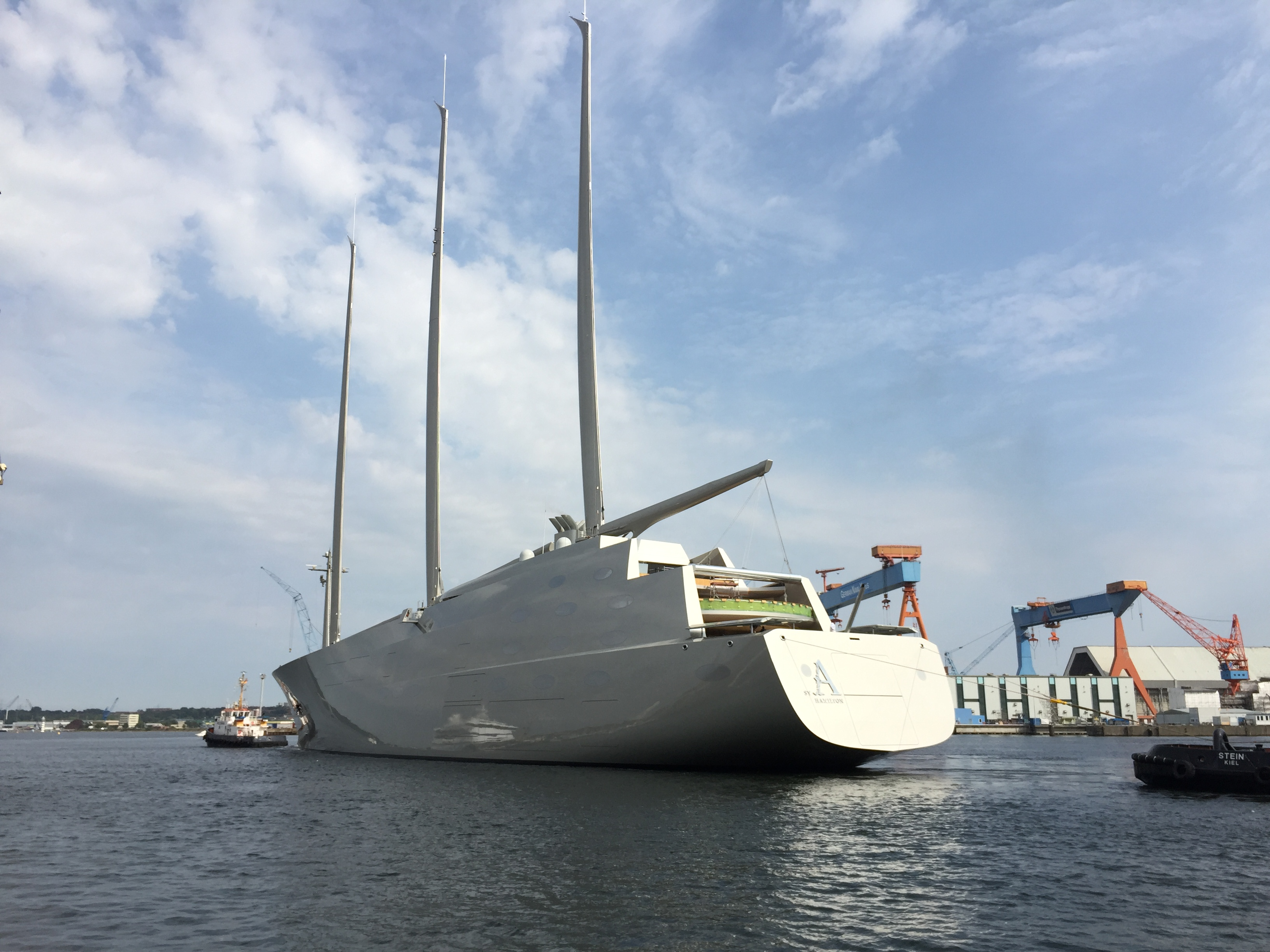
Heckansicht mit Schriftzug
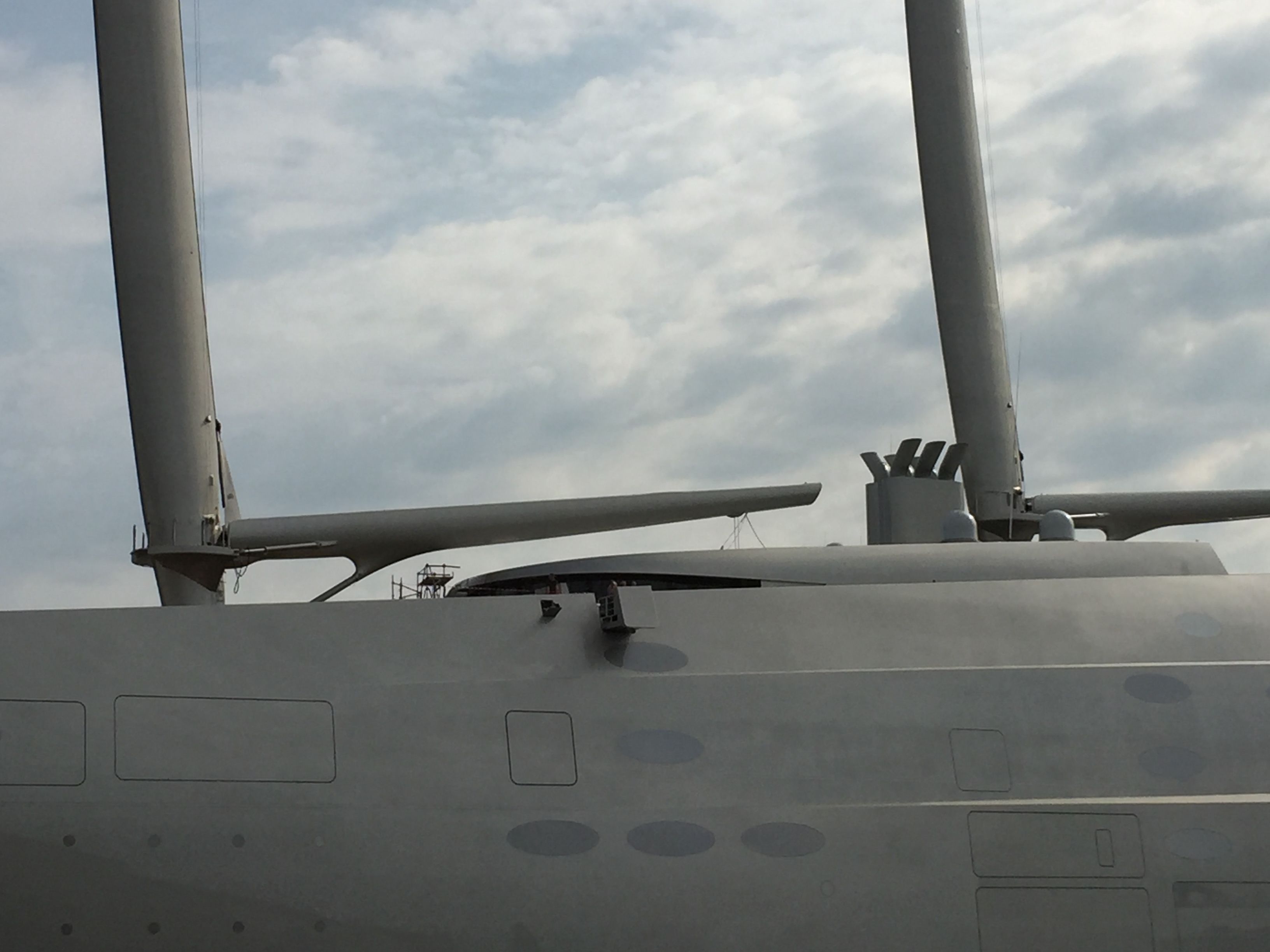
Detailansicht Masten
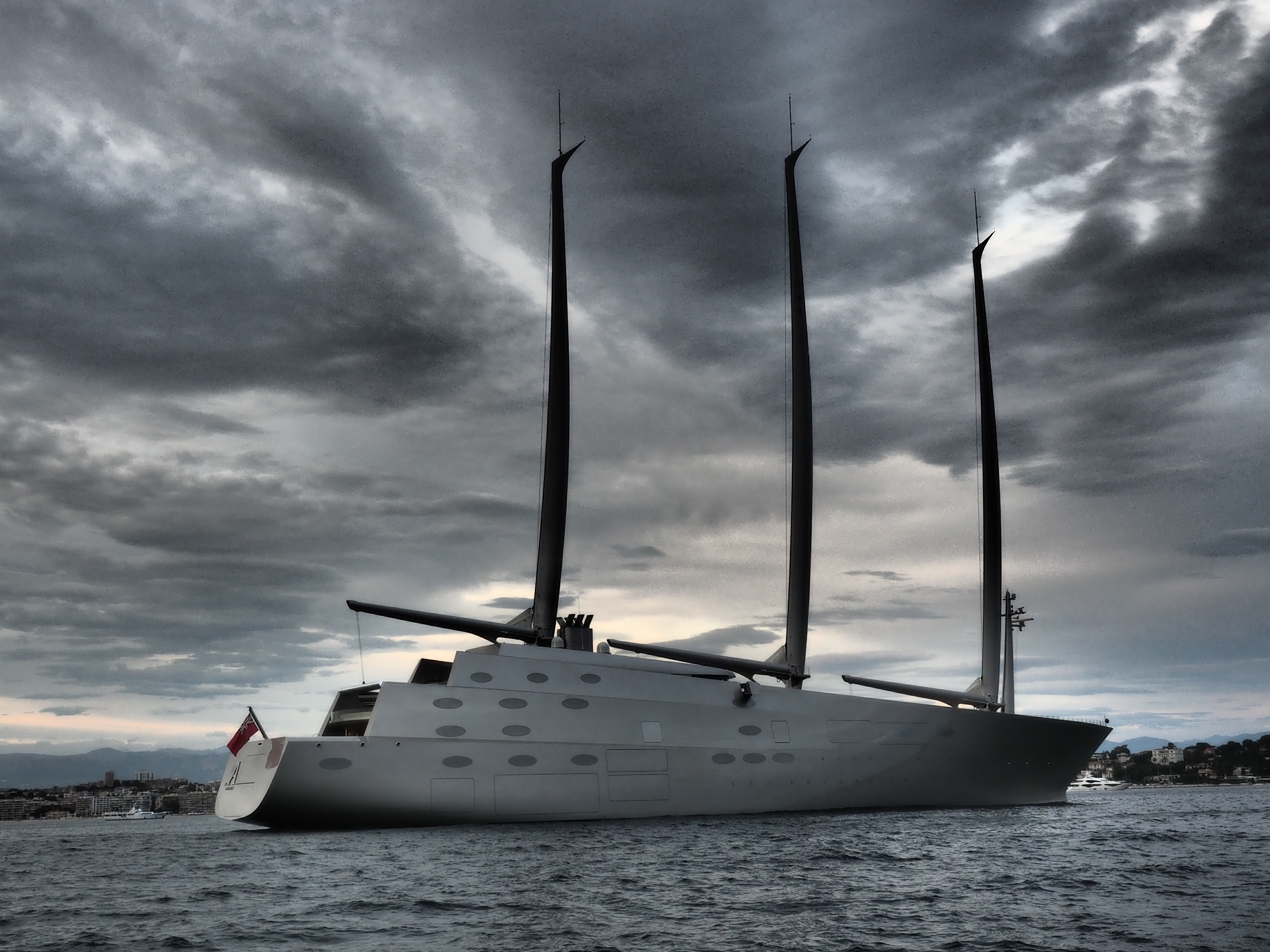
SY A vor Antibes ankernd
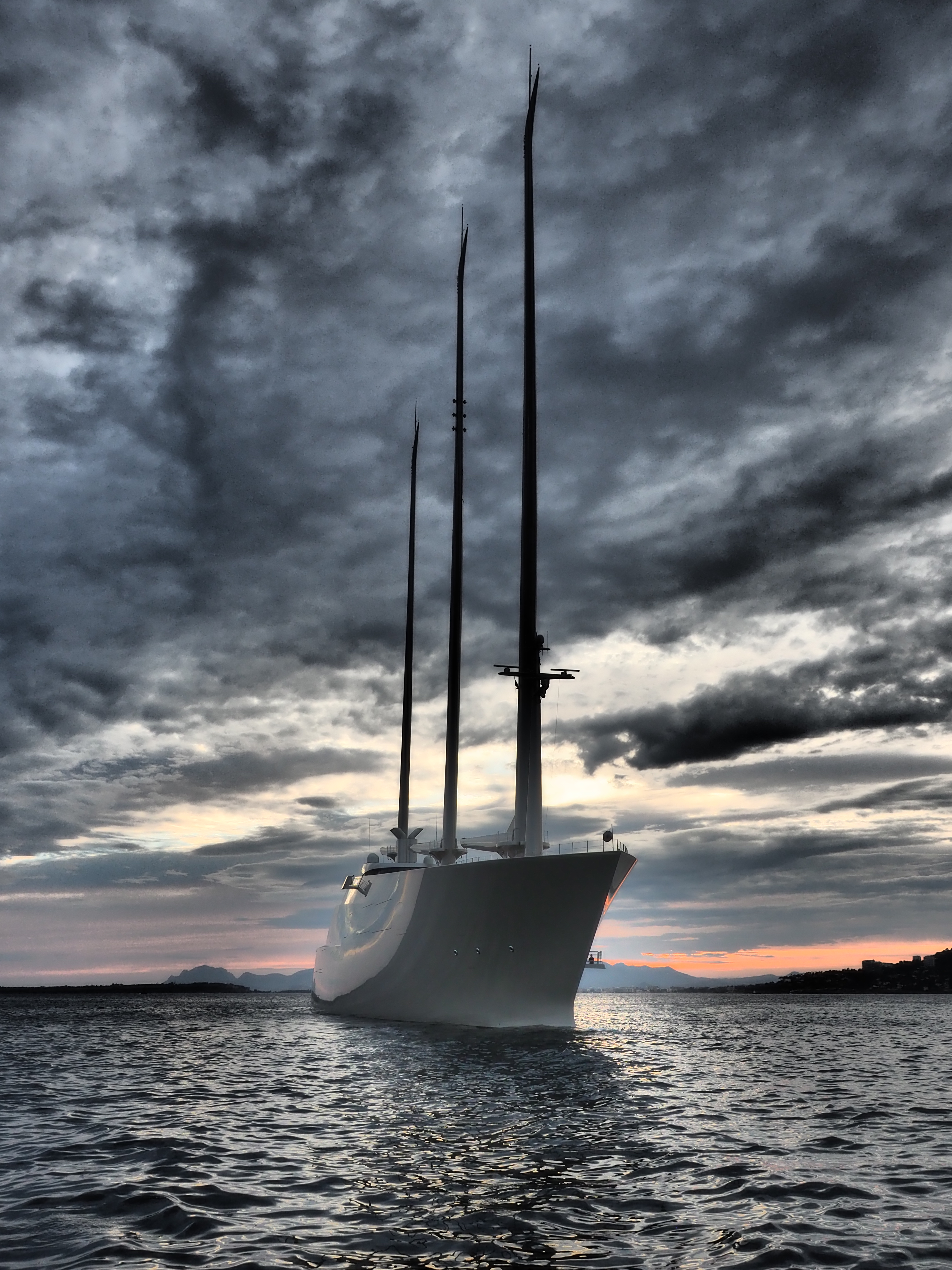
Bei Antibes vor Anker
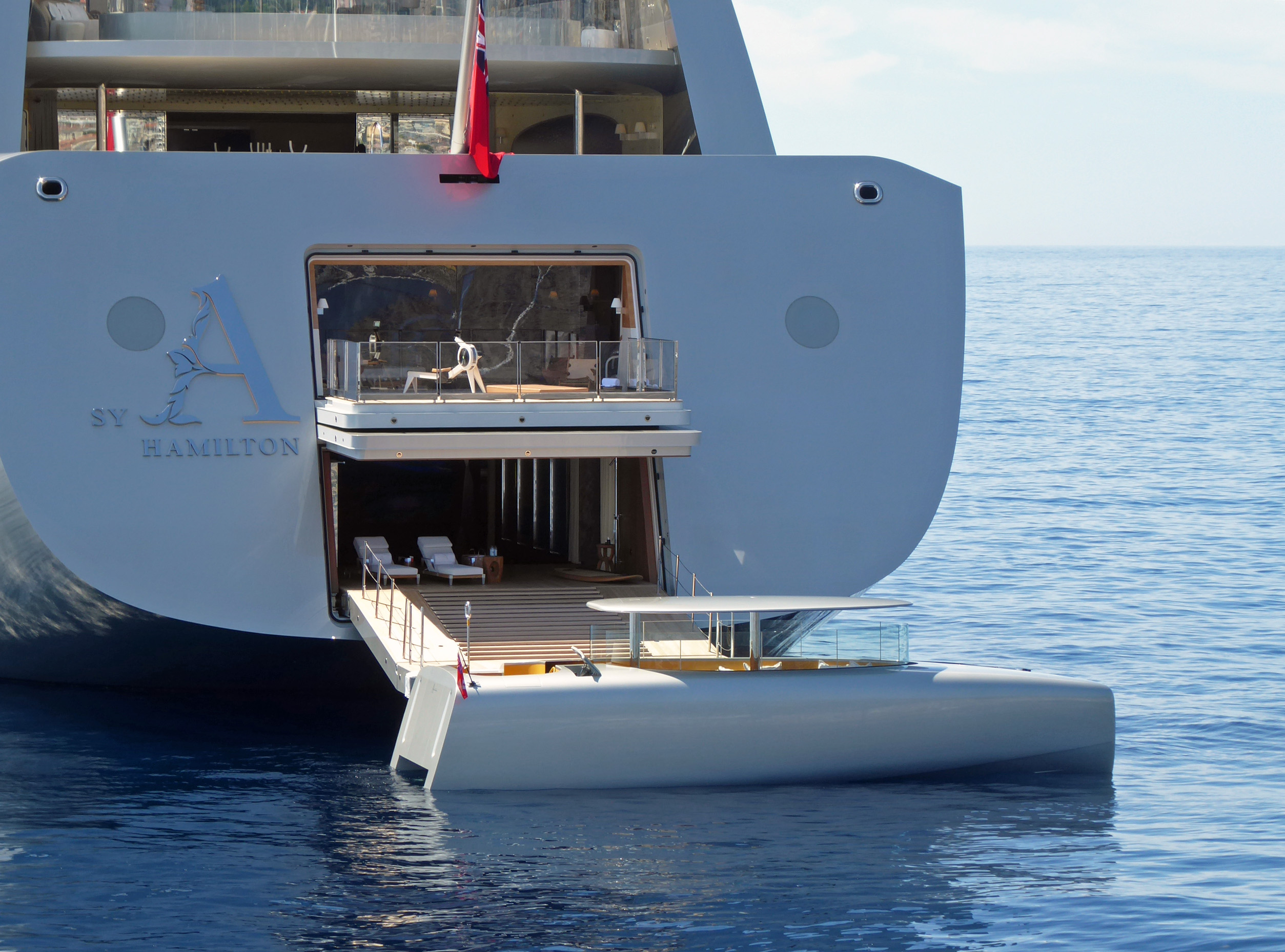
Heck mit Plattform und Beiboot
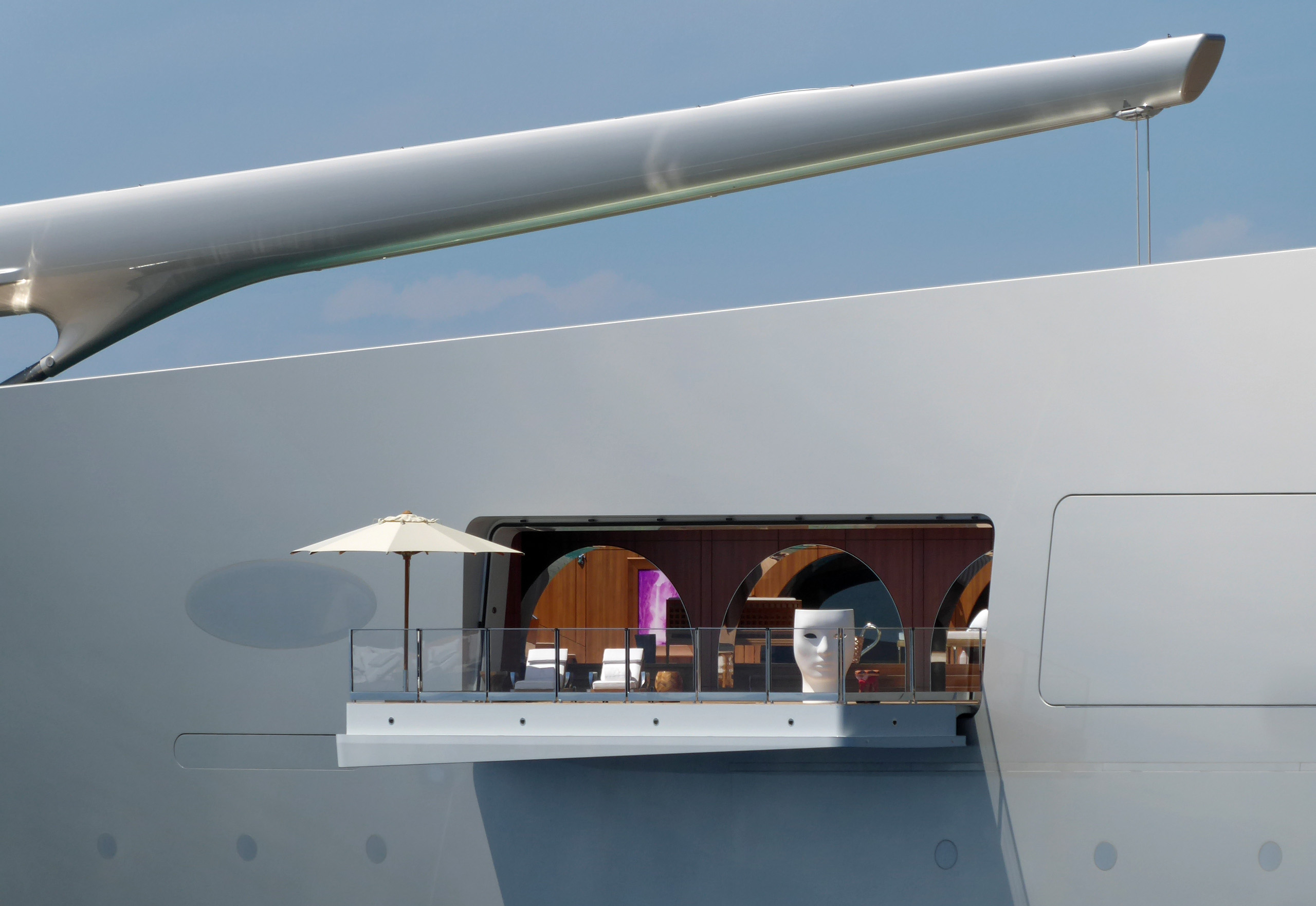
Seitenöffnung